# Малюга Микола Максимович
Микола Максимович Малюга (нар. 22 травня 1910 у с. Крупичполе Ічнянського (нині — Прилуцького району) Чернігівської області — 15 липня 1937 в Києві) — український літератор, редактор, бібліотекар. Репресований і розстріляний радянською владою. Реабілітований за відсутністю складу злочину.

## Життєпис
Народився у селянській родині. Після семирічки та сільгосппрофшколи вступив до Київського інституту народної освіти на літературний факультет. Навчався в аспірантурі Київського наукового інституту книгознавства, згодом став вченим секретарем Бібліотеки Всеукраїнської академії наук (з 1936 — Академії наук УСРР).
Заарештований співробітниками 4 відділу УДБ НКВС УРСР 8 жовтня 1936 , звинувачений у належності до «контрреволюційної націонал-фашистської організації», і зокрема, її «терористичної групи».
11 жовтня 1936 на допиті він стверджував, що до т. зв. контрреволюційної організації його завербував у 1933 році літератор Микола Чумак (брат поета Василя Чумака). Окреслюючи склад терористичної групи, Микола Малюга називав письменників і літературних критиків, яких аж ніяк не можна було запідозрити в опозиційності до більшовицької влади — Гната Проня, Бориса Коваленка, Дмитра Чепурного, Григорія Саченка, Віктора Гудима. Левова частка озвучених імен так чи інакше мала стосунок до організації «Молодняк» — літературного об'єднання, що згуртовувало комсомольську молодь та сповідувало ліву ідеологію.
Всього зафіксовано 12 допитів Малюги, наслідком яких були переліки «контрреволюційних троцькістських елементів», що нібито діяли не лише у письменницьких середовищах, а й у КІНО, УАН та інших інституціях. З-поміж них, і директор Всенародної бібліотеки України (нині — Національна бібліотека України імені В. І. Вернадського) Василь Іванушкін, історик права Степан Борисенок, академік та демограф Михайло Птуха та інші. Діяльність колег, знайомих і незнайомих людей Микола Малюга переважно характеризував штампами, стереотипними фразами про дворушництво і троцькізм, зловорожі наміри тощо.
Розстріляний у Києві 15 липня 1937 року за вироком виїзної сесії Військової колегії Верховного суду СРСР. Тіло Миколи Малюги покоїться у братських могилах Биківнянського лісу.
Реабілітований у 1958 році за відсутністю складу злочину.